# Pavice
Pavice är en ort i Bosnien och Hercegovina.   Den ligger i entiteten Federationen Bosnien och Hercegovina, i den centrala delen av landet, 70 km väster om huvudstaden Sarajevo. Pavice ligger 850 meter över havet och antalet invånare är 222.
Terrängen runt Pavice är kuperad, och sluttar västerut. Närmaste större samhälle är Bugojno, 7,7 km nordväst om Pavice.
Omgivningarna runt Pavice är en mosaik av jordbruksmark och naturlig växtlighet. Runt Pavice är det ganska tätbefolkat, med 93 invånare per kvadratkilometer.